# Progomphus amazonicus
Progomphus amazonicus är en trollsländeart som beskrevs av Belle 1973. Progomphus amazonicus ingår i släktet Progomphus och familjen flodtrollsländor. IUCN kategoriserar arten globalt som otillräckligt studerad. Inga underarter finns listade i Catalogue of Life.